# Ivana Lalovic
Ivana Lalovic (* 5. September 1982 in Sarajevo, Jugoslawien) ist eine schweizerisch-schwedische Regisseurin.

## Leben
Ivana Lalovic studierte Film an der Zürcher Hochschule der Künste und schloss dort mit einem Bachelor of Arts ab. Sie drehte mehrere Kurzfilme, wobei ihr Abschlussfilm Ich träume nicht auf deutsch (I don’t dream in German) bei den Internationalen Filmfestspielen von Venedig uraufgeführt wurde. Ihr Masterstudium setzte sie an der Zürcher Hochschule der Künste fort. Ihr Abschlussfilm Little Fighters feierte an den Internationalen Kurzfilmtagen Winterthur Premiere. Ihr Spielfilmdebüt Sitting next to Zoe wurde am Rome Film Festival gezeigt.
Ivana Lalovic lebt und arbeitet in Zürich und Stockholm.

## Filmografie
- 2008: Ich träume nicht auf Deutsch (Kurzfilm)
- 2009: Zahn um Zahn (Kurzfilm)
- 2010: Little Fighters (Kurzfilm)
- 2013: Sitting next to Zoe (Spielfilm)[6][7]
- 2021: Öffentliche Versammlungen (Public Gatherings) (Kurzfilm)